# ووچ
ووچ (در فارسی لودز هم نوشته شده‌است؛ به زبان لهستانی: Łódź (تلفظ لهستانی: [wut͡ɕ] (); به ییدیش: לאדזש، Lodzh; English:  ‎/luːdʒ/‎ یا ‎/lɒdz/‎) یکی از شهرهای لهستان است که در نواحی مرکزی و در نزدیکی ورشو، پایتخت آن کشور، واقع است. ووچ مرکز استان ووتسکی (Łódź Voivodeship) است.

## نگارخانه

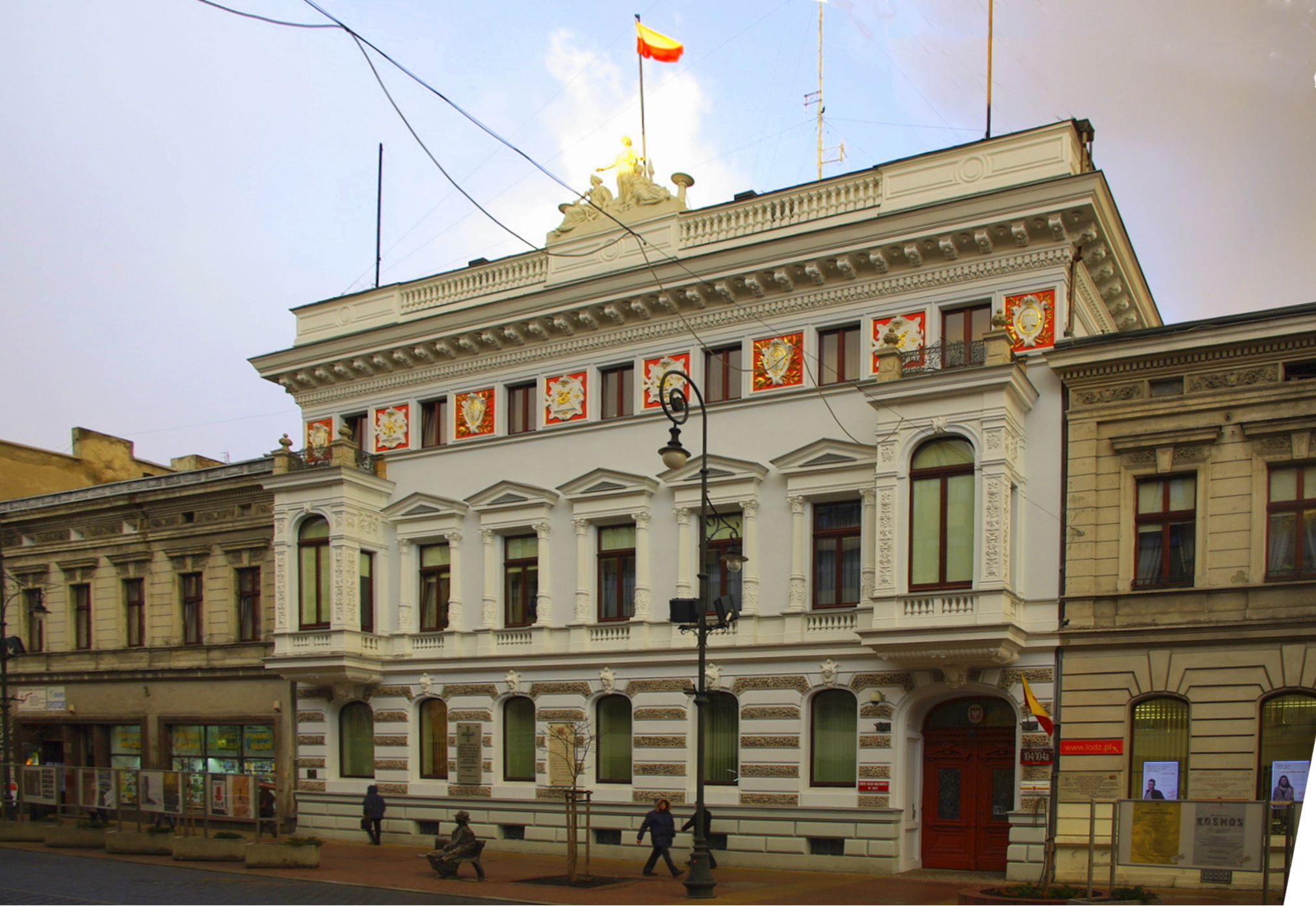
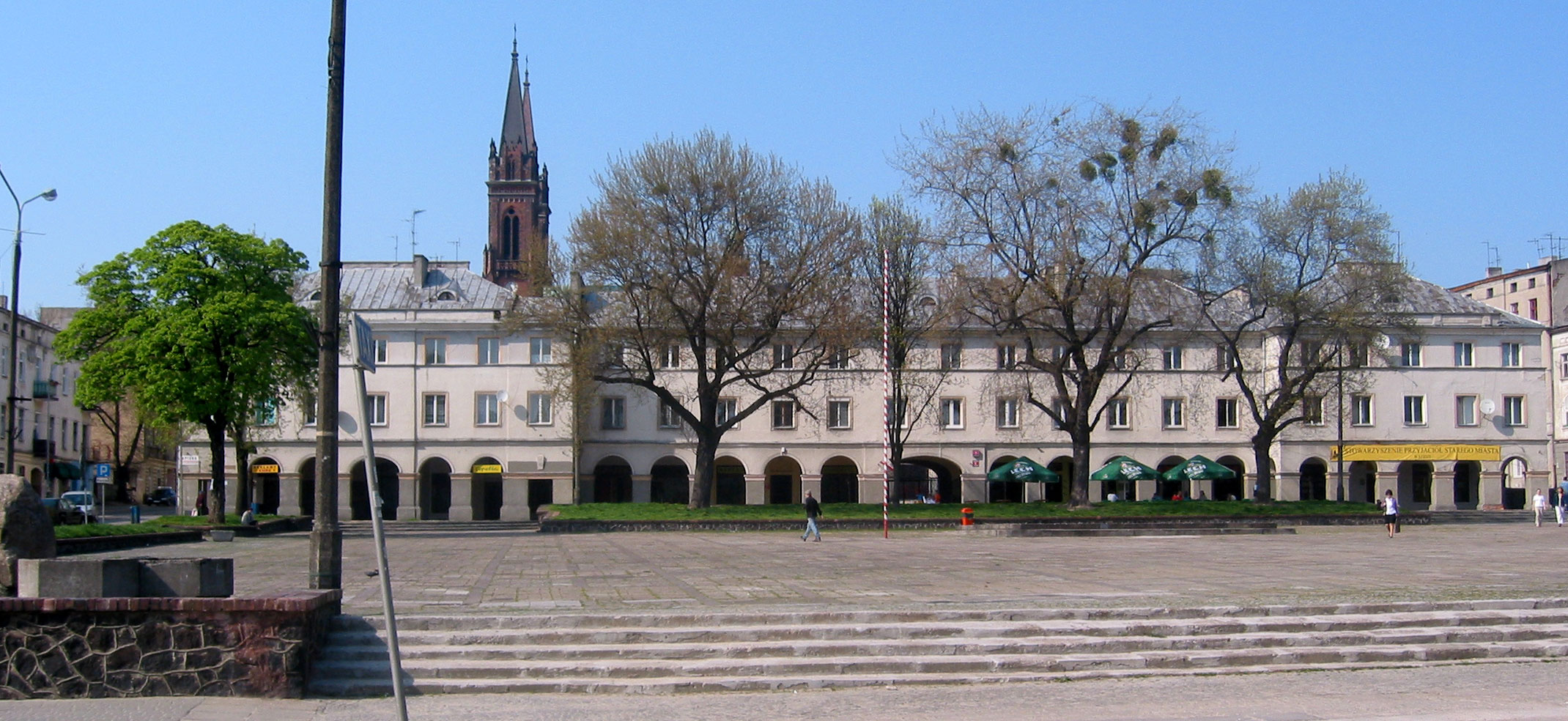
میدان قدیمی
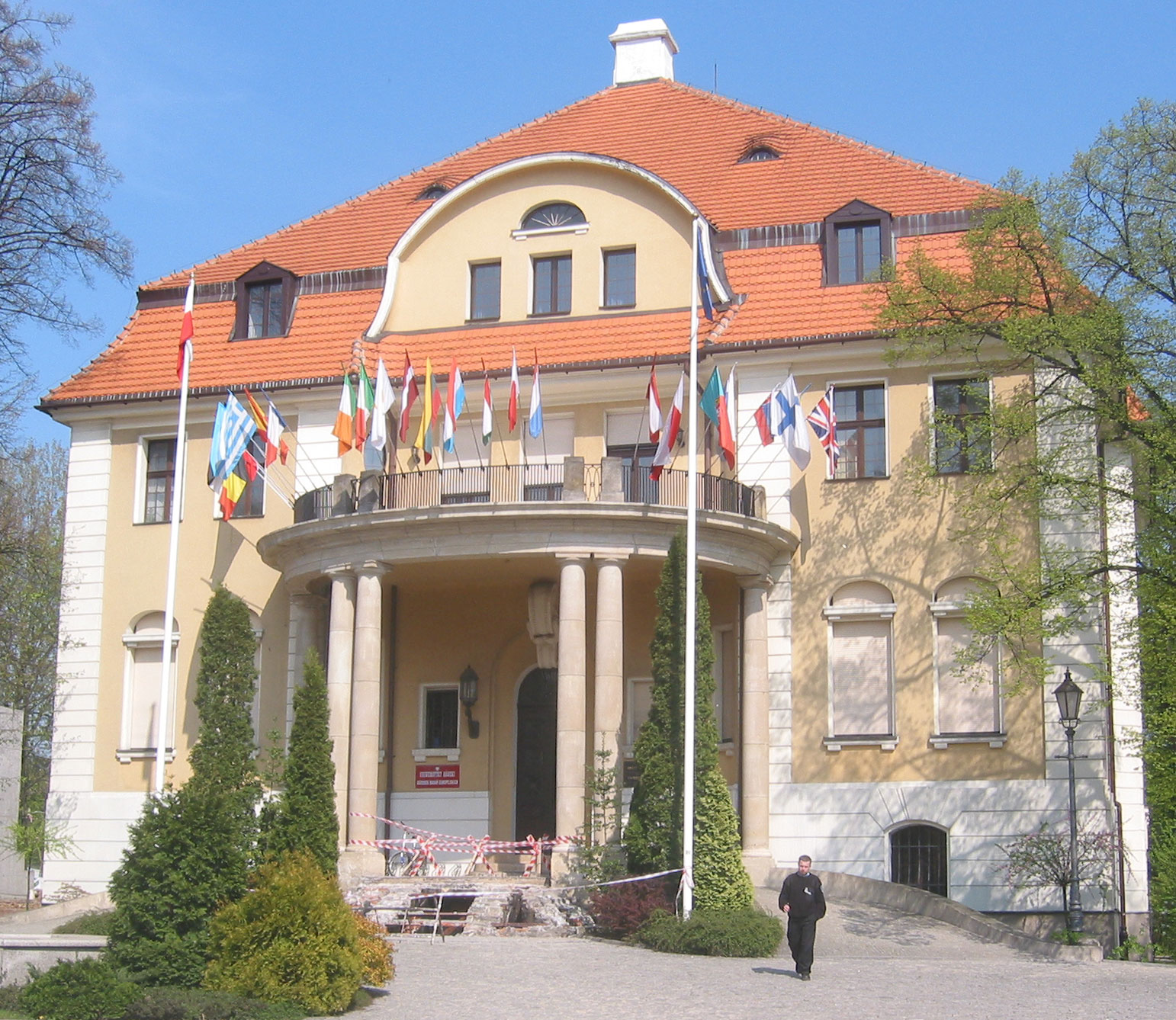
مؤسسهٔ اروپا، که قبلاً کاخ شوایکرت (Schweikert) نام داشت.
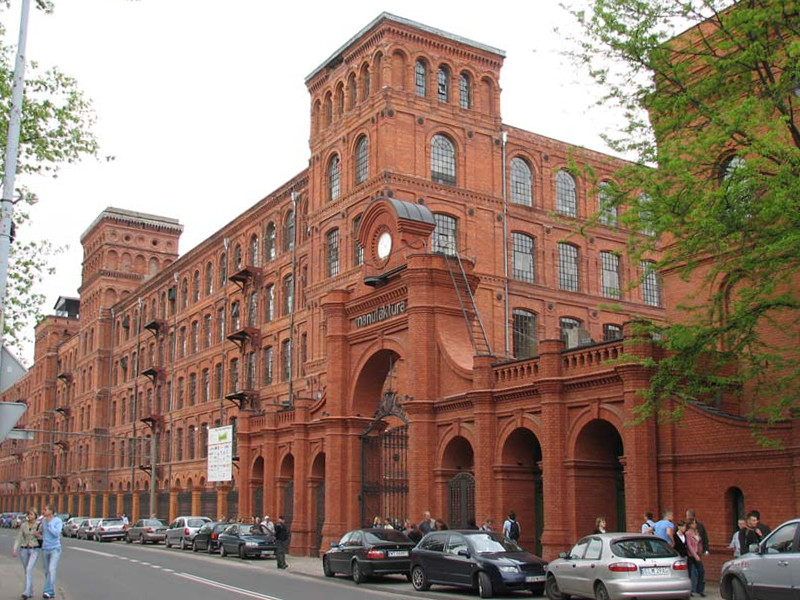
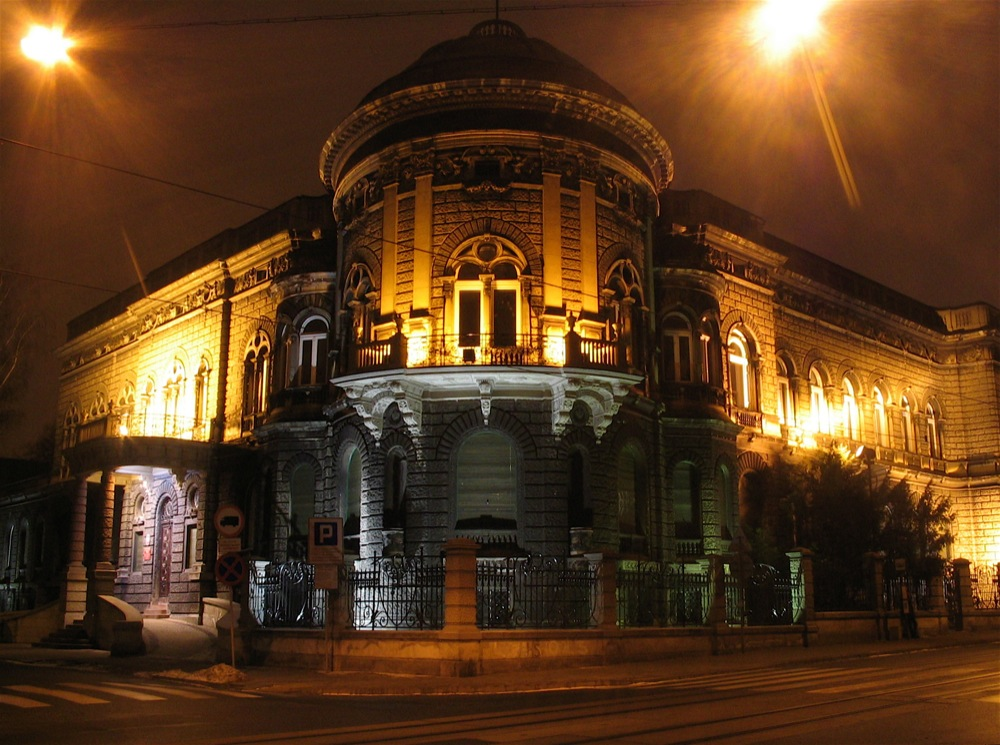
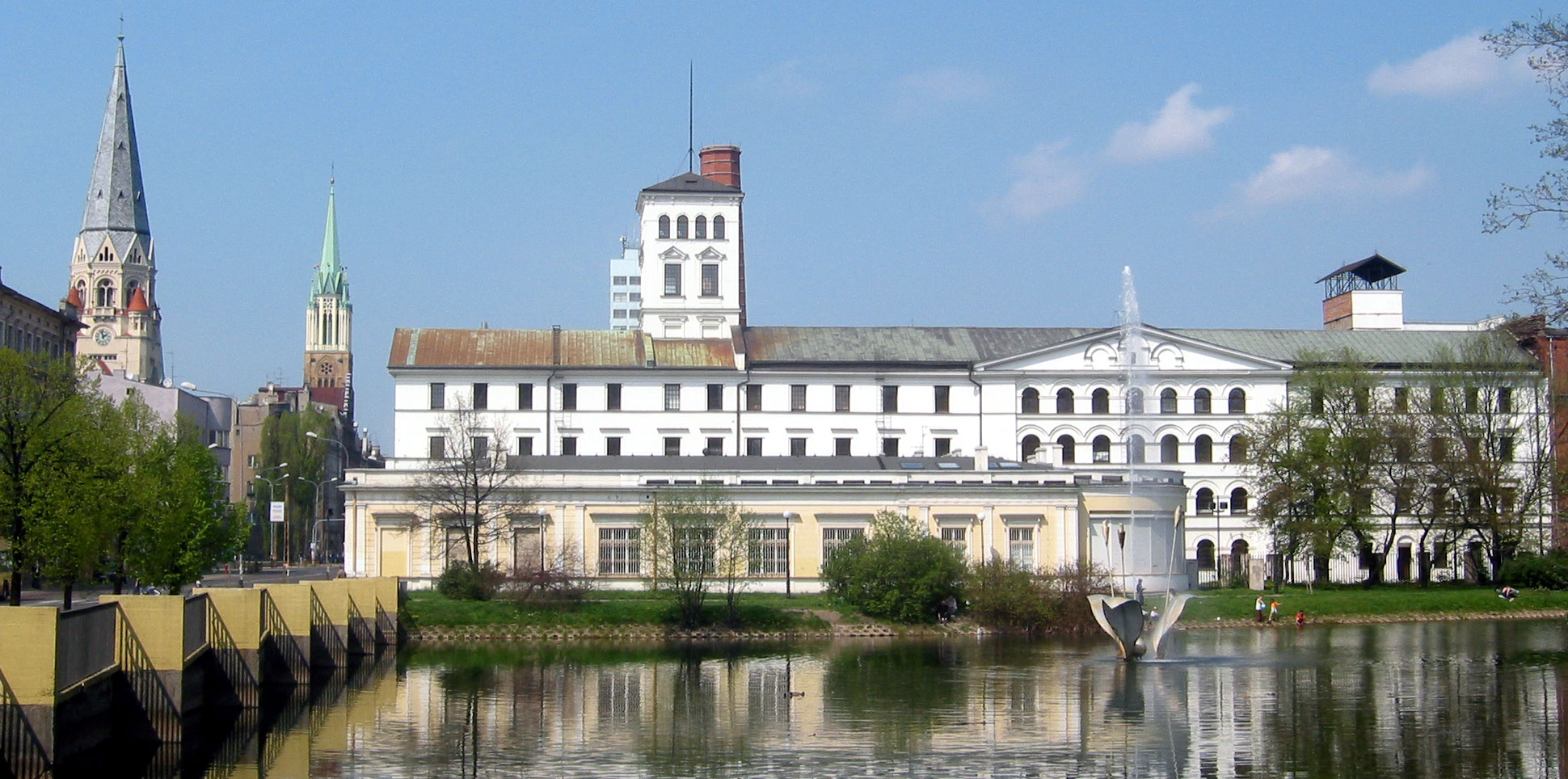
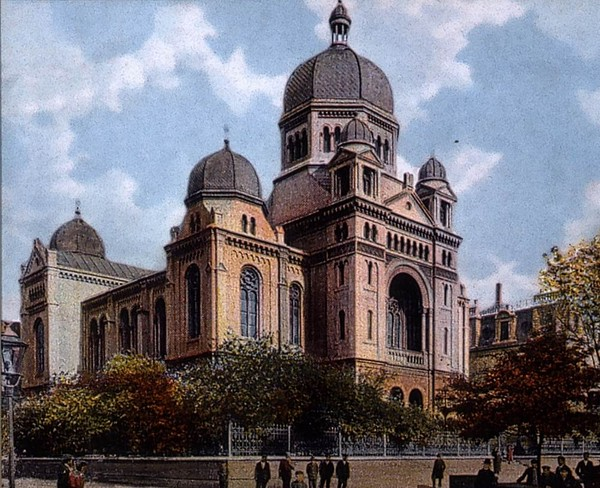
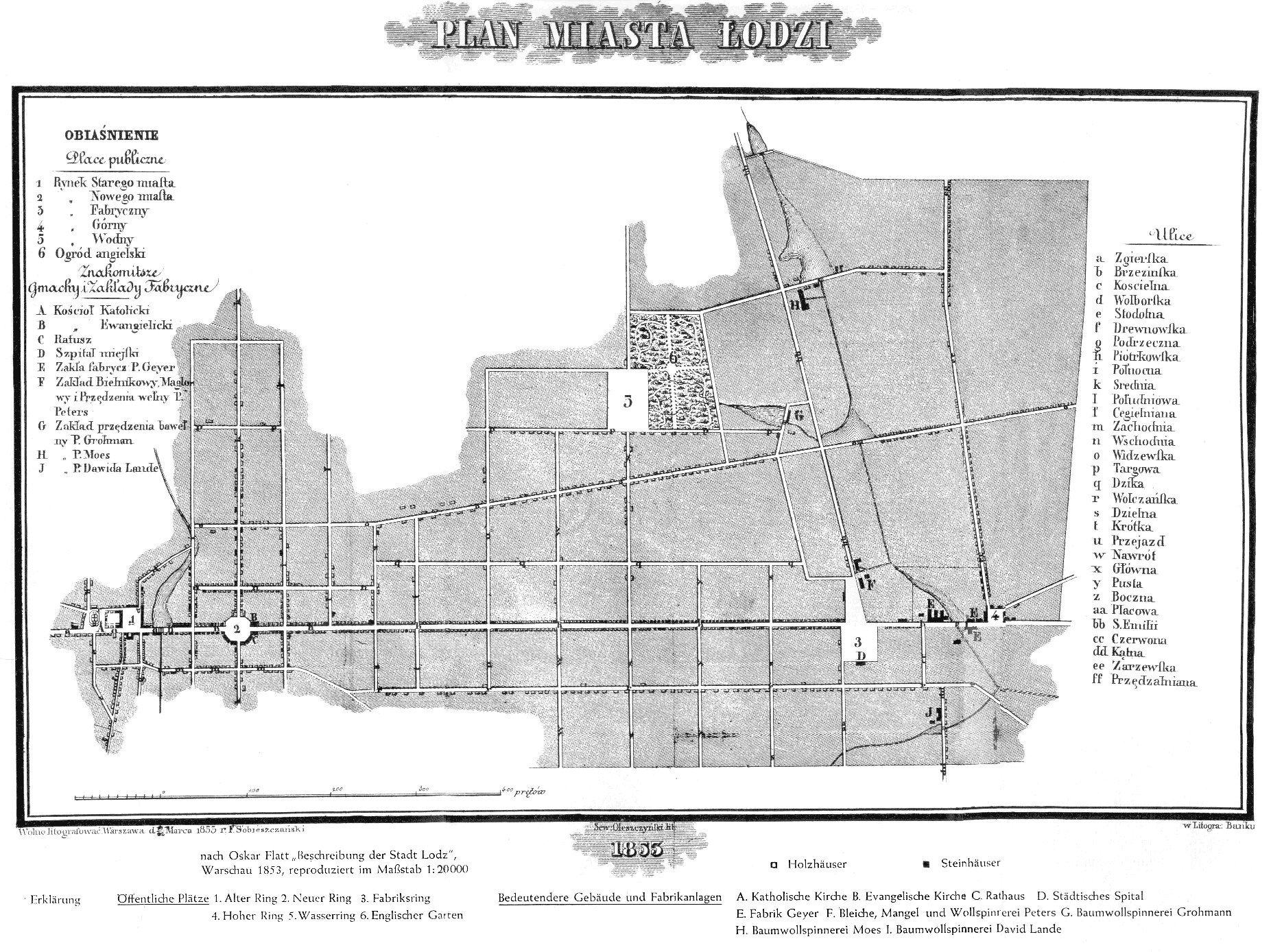
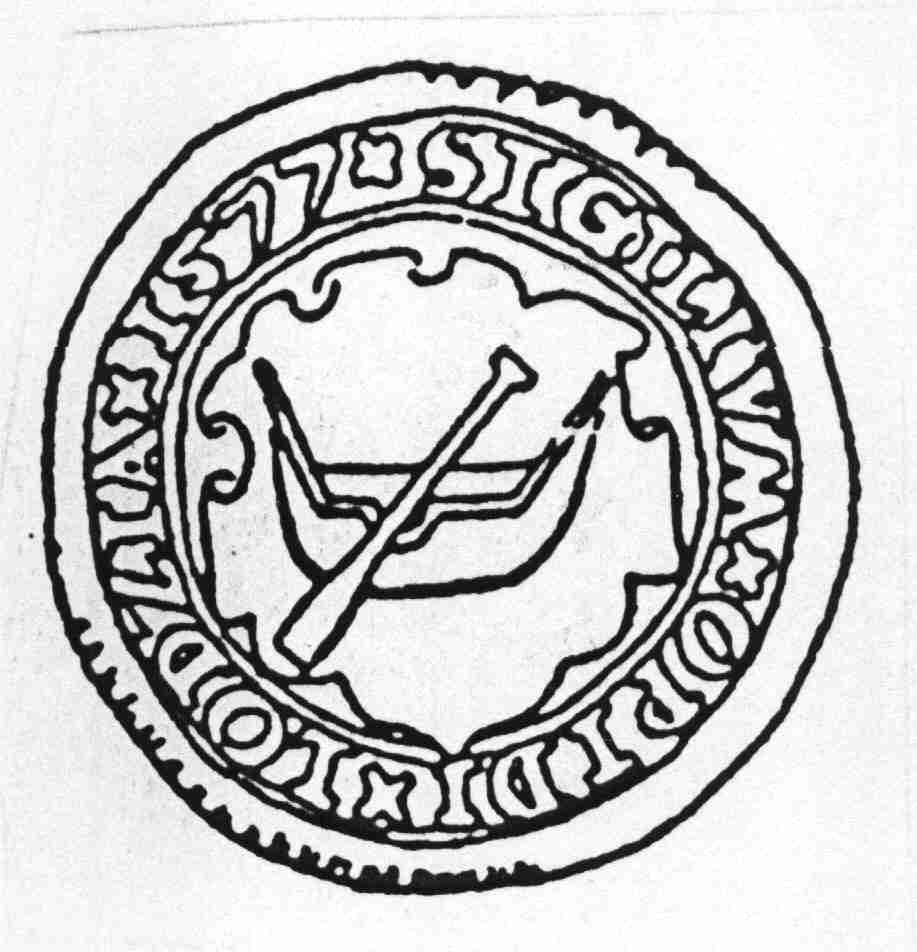